# Macario di Alessandria (monaco)
Macario di Alessandria (Alessandria d'Egitto, 300 – Nitra, 395) è stato un monaco cristiano egiziano.
Fu anche presbitero ed ebbe un ruolo determinante nell'organizzazione delle comunità monastiche di Wādī al-Natrūn.
È anche chiamato Macario il Giovane per non confonderlo con Macario il Grande e con l'omonimo martire.